# Pyrenacantha ambrensis
Pyrenacantha ambrensis är en tvåhjärtbladig växtart som beskrevs av Labat, El-achkar & R.Rabev.. Pyrenacantha ambrensis ingår i släktet Pyrenacantha och familjen Icacinaceae. Inga underarter finns listade i Catalogue of Life.